# Gecedeerde Landen
Gecedeerde Landen is de staatkundige term waarmee in de periode 1800-1805 een aantal gebieden werd aangeduid, die voornamelijk in het oosten van de huidige Nederlandse provincie Noord-Brabant lagen. Zij dankten hun naam aan het feit dat zij in 1800 door Frankrijk tegen betaling werden gecedeerd (afgestaan) aan de Bataafse Republiek.

## Historische achtergrond
Bij het Haags Verdrag van 16 mei 1795, gesloten tussen Frankrijk en de Bataafse Republiek, was bepaald dat het noordelijk deel van Brabant (het voormalige generaliteitsland Staats-Brabant) een onderdeel zou worden van de nieuwe Bataafse Republiek. In het door Frankrijk veroverde Brabantse deel van de Noordelijke Nederlanden lagen nog enkele andere gebieden die niet bij het generaliteitsgebied behoord hadden.
Deze gebieden waren:
- de rijksheerlijkheid Gemert
- Stad en Land van Ravenstein
- de heerlijkheid Boxmeer
- het graafschap Megen
- Oeffelt (behorend tot het koninkrijk Pruisen)
- het graafschap Bokhoven (behorend tot het prinsbisdom Luik)
- Luyksgestel (behorend tot het prinsbisdom Luik)
- Huijbergen

Gemert, Ravenstein, Boxmeer en Megen werden op grond van het Haags Verdrag door Frankrijk ingelijfd. Inzake Oeffelt gebeurde dit de facto op grond van het vredestractaat tussen Frankrijk en Pruisen van 5 april 1795, waarbij werd bepaald dat het dorp door Frankrijk bezet zou blijven "tot het moment van de algemene vrede". Bokhoven en Luyksgestel werden Frans gebied toen op 1 oktober 1795 het prinsbisdom Luik werd geannexeerd. Voor Bokhoven, als geïsoleerd gebied, had dit geen onmiddellijk effect; Luyksgestel was al op 31 augustus 1795 bij het departement Nedermaas gevoegd. Huijbergen werd op dezelfde datum bij het departement Twee Neten gevoegd.
Gemert, Ravenstein, Boxmeer en Megen (die een geografisch aaneengesloten gebied vormden) werden, na een korte periode onder een voorlopig Frans militair bestuur, op 23 januari 1798 tegelijk met Oeffelt bij het Roerdepartement gevoegd.

## Gecedeerde Landen
Op 5 januari 1800 werd tussen de Bataafse Republiek en Frankrijk een verdrag gesloten waarbij alle door Frankrijk geconfisqueerde goederen - maar niet het op Pruisen veroverde Oeffelt - aan de Republiek werden verkocht voor 6 miljoen frank. Hieronder vielen de gebieden die eerder aan het (Franse) departement Roer waren toegevoegd. De Republiek bracht deze gebieden niet onder bij het departement van de Dommel - wat geografisch gezien een voor de hand liggende oplossing zou zijn geweest - maar stelde een Commissaris voor de Gecedeerde Landen aan, die vanaf 8 maart 1800 de bewindvoerder was. Bokhoven viel ook onder dit verdrag, maar kwam pas op 26 april 1802 onder het bewind van de Commissaris. Huijbergen en Luyksgestel behielden hun indeling bij een Frans departement.
Het Frans-Bataafse verdrag van 1800 werd bevestigd bij de vrede van Lunéville (9 februari 1801), toen het Duitse Rijk officieel afstand deed van de overgedragen gebieden. Met de voormalige eigenaren van de Gecedeerde Landen werd op grond van het verdrag van Regensburg (25 februari 1803) een overeenkomst tot schadevergoeding bereikt.
Oeffelt werd op 29 december 1801 door de commissaris in bezit genomen in naam van het Bataafsche Volk. Pas in 1803 ging Oeffelt ook officieel deel uitmaken van de Gecedeerde Landen.
Na de oprichting van het Bataafs Gemenebest (Staatsregeling van 16 oktober 1801) werd bij wet van 21 juni 1802 een herziene departementale indeling van het rijk vastgesteld. Dit had echter geen gevolgen voor de Gecedeerde Landen, die onder het bewind van de Commissaris bleven vallen.
Op 20 september 1805 werd door de raadpensionaris Schimmelpenninck bekendgemaakt dat de Gecedeerde Landen op 26 september 1805 bij het departement Bataafs Brabant zouden worden gevoegd.
Commissaris voor de Gecedeerde Landen waren:
- Gerardus Anthony Visscher (8 maart 1800 - 7 december 1800)
- Jacobus van Haeften (7 december 1800 - 1 maart 1803)
- Gerard de Jongh (1 maart 1803 - 20 september 1805)